# Maury de Souza
Maury Ramón Ponikwar de Souza (Campinas, 2 de setembro de 1962), comumente conhecido como Maury de Souza, ou simplesmente Maury, é um ex-jogador profissional de basquete brasileiro.

## Carreira

### Clubes
Durante sua carreira profissional, Maury conquistou 5 campeonatos brasileiros, nas temporadas de 1983, 1985, 1986 (I), 1986 (II) e 1987.

### Seleção nacional
Com a seleção brasileira de basquete, competiu na Copa do Mundo FIBA de 1982, na Copa do Mundo FIBA de 1986, nas Olimpíadas de Verão de 1988, na Copa do Mundo FIBA de 1990, nas Olimpíadas de Verão de 1992, e na Copa do Mundo FIBA de 1994. Foi campeão do torneio de basquetebol dos Jogos Pan-americanos de 1987.

## Pessoal
Maury é irmão mais novo de Marcel de Souza, que também é um ex-jogador profissional de basquete brasileiro e que atualmente exerce a profissão de médico radiologista e pai do basquetebolista Rafael de Souza.